# 안나 카레니나 (1948년 영화)
《안나 카레니나》(Anna Karenina)는 1948년 개봉한 영국의 영화이다. 쥘리앵 뒤비브예가 감독을 맡았으며, 레오 톨스토이의 동명 소설이 영화의 원작이다.

## 출연

### 주연
- 비비안 리
- 랠프 리처드슨
- 키에론 무어

### 조연
- 메리 케리지
- 샐리 앤 하우즈
- 니올 맥긴스
- 마이클 고
- 마티타 헌트
- 헤더 태처
- 헬렌 헤이

## 기타
- 협력프로듀서: 허버트 메이슨
- 세트: 안드레 앤드류
- 의상: 세실 비튼